# Victoria Crowe
Victoria Elizabeth Crowe, née le 8 mai 1945, est une artiste écossaise connue pour ses portraits et ses peintures de paysages. Ses œuvres sont dans plusieurs collections, dont la National Galleries of Scotland1, la National Portrait Gallery de Londres et la Royal Scottish Academy. Elle fut nommée Officier de l'Ordre de l'Empire britannique (OBE) en 2004, reçoit un Doctorat Honoris Causa de l'Université d'Aberdeen en 2009, devient membre de la Royal Society of Edinburgh en 2010 et membre de la Royal Scottish Academy,.

## Formation
Elle fait ses études à la Ursuline Convent Grammar School de Londres puis étudie à l'Université de Kingston (1961-1965), avant de poursuivre ses études au Royal College of Art de Londres (1965-1968).

### Monographies
- Victoria Crowe et Michael Walton, Victoria Crowe: Painted Insights, Antique Collectors Club, 2001[8].
- Duncan Macmillan et Victoria Crowe. Antique Collectors' Club Ltd, 2012[9].
- Susan Mansfield, Susan, Macmillan, Duncan et Guy Peploe, Victoria Crowe: 50 Years of Painting. Sansom & Co., 2019.